# Yo soy (álbum de Mariana Ochoa)
Yo soy, primer álbum de la cantante y actriz Mariana Ochoa, fue lanzado el 3 de septiembre de 2004, en el cual participó como compositora en dos temas del disco, fue producido por Jay Jay para Murlyn Music AB, Pepvert para The Pop Garage y Gustavo Menendez. Yo soy vendió más de 50 mil copias sólo en México a pesar de la mala promoción que le dio su compañía en ese entonces EMI Music.

## Lista de canciones
1. "Yo Soy" - 3:57
2. "Qué Importa" - 4:22
3. "My Lover" - 3:12
4. "Deseos" - 3:45
5. "Ojos Sinceros" - 4:12
6. "Muere Por Mi" - 3:14
7. " Acércate Más" - 3:22
8. "Tan Enamorada" - 3:53
9. "Cara y Cruz" - 3:19
10. "Butterflies" - 3:35

## Sencillos
- My Lover (2004)
- Deseos (2004)
- Qué Importa (2005)

El sencillo punta de lanza My lover fue presentado en la final de La academia, Tercera generación pero incluso, antes Mariana había declarado en la revista Quién que el sencillo sería el tema Cara y cruz. Del disco, destacaron las baladas Tan enamorada y Ojos sinceros que sin ser sencillos fueron un par de canciones que se filtraron en el gusto de los fanes y más allá. Así mismo, el disco contaba con temas muy electro dance que en los antros sonaban muy bien como lo fueron Acercate más y Butterflies, este último, fue grabado en una versión en inglés, ya que el disco se editó en los países donde se vio la telenovela La hija del jardinero.
En ese año, Emi Music es adquirida por Televisa por lo que al ser Mariana una artista exclusiva de Tv azteca esto perjudicaría su promoción, por lo que pide su carta de retiro de la misma. Habiendo logrado colocar 3 sencillos en la radio.

## Tour
A finales de 2004 y a principios de 2005, Mariana realizó una extensa gira por varios estados en México y una presentación en el Teatro Metropólitan ante más de 3 mil personas, cantando varias canciones de Yo Soy y algunos temas del desaparecido grupo OV7, en el que ella perteneció. Ahí tuvo de invitados al elenco de la telenovela Los Sánchez y también fue la presentación de su segunda novela Top Models.